# Fadenia zygophylloides
Fadenia es un género monotípico de planta herbácea perteneciente a la familia Amaranthaceae. Su única especie: Fadenia zygophylloides Aellen & C.C.Towns.. es originaria del este de África.

## Descripción
Es un arbusto que alcanza un tamaño  de 30 cm de alto, con numerosas ramas alternas, de 10 cm de largo, simples o ramificadas con más frecuencia. 

## Distribución y hábitat
Se encuentra en los suelos salinos, algunas veces en yeso; junto con Euphorbia cuneata, y especies de Commiphora en el monte bajo con el suelo de arena o de piedra arenisca erosionada, o de arena y lodo con grava, con Tetrapogon tenellus y Cenchrus mitis; a una altitud de 100-600 metros de altura, en el este de África en Somalia, Etiopía y Kenia.

## Taxonomía
Fadenia zygophylloides fue descrita por Aellen & C.C.Towns. y publicado en Kew Bulletin 27(3): 501, en el año 1972.
Sinonimia
- Salsola zygophylloides (Aellen & C.C.Towns.) Akhani[4]